# 克拉斯諾皮利亞 (尼古拉耶夫區)
46°51′49″N 31°14′49″E / 46.86361°N 31.24694°E

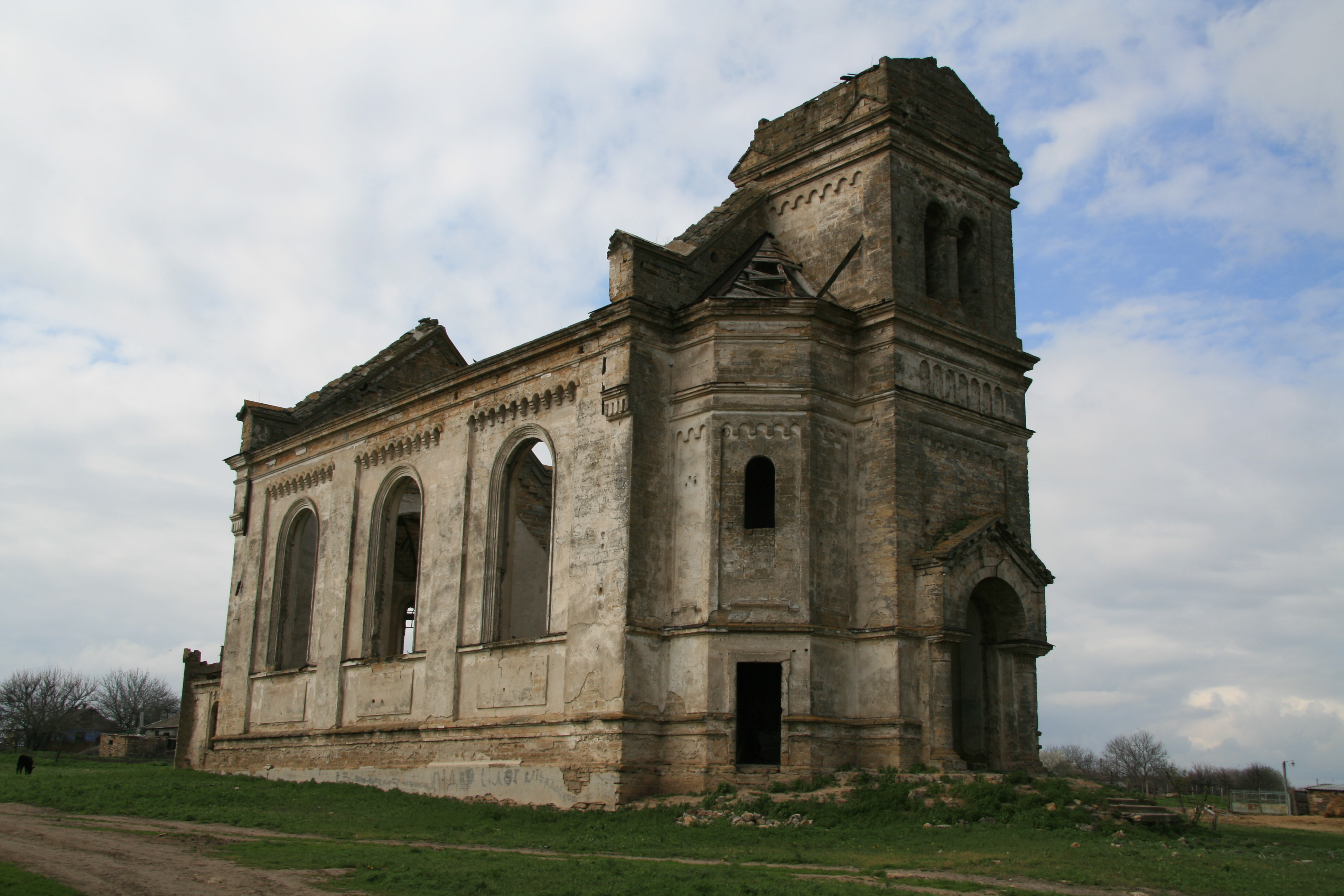
德意志教堂废墟

克拉斯諾皮利亞（烏克蘭語：Краснопілля），是烏克蘭的村落，位於該國南部尼古拉耶夫州，由尼古拉耶夫區别列赞卡市镇負責管轄，面積5.68平方公里，海拔高度36米，2001年人口1,083，人口密度每平方公里190.7人。